# Marco De Marchi
Pour les articles homonymes, voir Marco De Marchi (naturaliste).
Marco Antonio De Marchi (né le 8 septembre 1966 à Milan en Lombardie) est un joueur de football italien, qui jouait au poste de défenseur.
Il est aujourd'hui agent de joueurs.

## Biographie
Marco De Marchi commence sa carrière avec les équipes jeunes du Côme Calcio, avant de rejoindre le club de Serie C2 d'Ospitaletto, ou il débute en professionnel. En 1987, il suit son entraîneur Luigi Maifredi en Serie B chez les anciens géants italiens du Bologne FC 1909. Il devient l'un des principaux protagonistes de la promotion de l'équipe bolonaise en Serie A, ainsi que du retour en coupe d'Europe des rossoblu.
En 1990, il suit encore Maifredi, rejoignant la Juventus FC. Après un bon début de saison, il est prêté l'année suivante à l'AS Roma durant la saison 1991–92. Au bout de six mois, il est de retour à la Juventus entre juin et décembre 1992. 
De Marchi s'entend ensuite pour un retour à Bologne en janvier 1993, devenant le capitaine de l'équipe et y évoluant durant les quatre saisons suivantes, ces dernières en Italie. 
En 1997, il signe un contrat avec un club d'Eredivisie aux Pays-Bas, du côté de Vitesse Arnhem. En 2000, il rejoint le club du Dundee Football Club en Écosse, club dans lequel il rencontre peu de succès et peine à s'imposer. Il se retire alors du monde du football en 2002.